# Thrassis peninsularis
Thrassis peninsularis är en loppart som beskrevs av Lewis 1994. Thrassis peninsularis ingår i släktet Thrassis och familjen fågelloppor. Inga underarter finns listade i Catalogue of Life.